# (73777) 1994 PD34
(73777) 1994 PD34 – planetoida z pasa głównego asteroid okrążająca Słońce w ciągu 4,02 lat w średniej odległości 2,53 j.a. Odkryta 10 sierpnia 1994 roku.